# خواهر (فیلم ۲۰۱۲)
خواهر (فرانسوی: L'Enfant d'en haut‎) فیلمی در ژانر درام است که در سال ۲۰۱۲ منتشر شد. از بازیگران آن می‌توان به لئا سیدو، جیلین اندرسون و ژان-فرانسوا استونن اشاره کرد.
فیلم خواهر در سال ۲۰۱۲ موفق به دریافت ۳ جایزه از جوایزه فیلم سوئیس گردید و به عنوان فیلم برگزیدهٔ (نماینده) کشور سوئیس جهت رقابت در بخش بهترین فیلم خارجی‌زبان به هشتاد و پنجمین دوره جوایز اسکار ارسال گردید.
این فیلم در شصت و دومین جشنواره بین‌المللی فیلم برلین جایزه ویژه و خرس نقره‌ای را دریافت کرد.